# Малімб нігерійський
Малі́мб нігерійський (Malimbus ibadanensis) — вид горобцеподібних птахів родини ткачикових (Ploceidae). Ендемік Нігерії.

## Опис
Довжина птаха становить 17-20 см, самці важать 40-44 г, самиці 33-39 г. Забарвлення переважно чорне, верхня частина голови і груди червоні. Самиці дещо менші за самців, червоні плями на їх грудях менші.

## Поширення і екологія
Нігерійські малімби були відкриті в парку поблизу Ібаданського університету в місті Ібадан на південному заході Нігерії. Згодом їх спостерігали в околицях міст Іфе, Іперу та Іларо. Тривалий час з 1980 по 1987 роки птах не спостерігався. В 1987 році птах був повторно відкритий поблизу Ібадана, а у 2006 році його спостерігали в заповіднику Іфон в штаті Одно. Загалом площа ареалу поширення виду оцінюється в 7600 км². За неперевіреними свідченнями, нігерійського малімба спостеріли в Гані і Камеруні.
Нігерійські малімби живуть в саванах та на узліссях тропічних лісів, а також на полях і плантаціях, в парках і садах. Живляться комахами та пальмовими горіхами. Зустрічаються зграйками від 3 до 7 птахів, часто приєднуються до змішаних зграй птахів.

## Збереження
МСОП класифікує цей вид як такий, що перебуває під загрозою зникнення. За оцінками дослідників, популяція нігерійських малімб становить від 930 до 2900 птахів. Їм загрожує знищення природного середовища. 